# Badumna
Badumna  (лат.) — род пауков из семейства Desidae. Средних размеров и крупные крибеллятные пауки. Карапакс окрашен в бурые или рыже-бурые тона и покрыт бурыми и белыми волосками.

## Распространение
Большинство видов известны из Австралии и Индонезии. Badumna insignis непреднемеренно интродуцированы в Новую Зеландию и Японию, Badumna longinqua — в Японию и Новую Зеландию, Северную и Южную Америку, Европу и Южную Африку.

## Виды и распространение
По данным сайта World Spider Catalog на январь 2023 года род включает 16 видов.
- Badumna arguta (Simon, 1906) — Квинсленд
- Badumna bimetallica (Hogg, 1896) — Центральная Австралия
- Badumna exilis Thorell, 1890 — Ява
- Badumna exsiccata (Strand, 1913) — Австралия
- Badumna guttipes (Simon, 1906)  — Виктория, Тасмания
- Badumna hirsuta Thorell, 1890typus — Ява
- Badumna hygrophila (Simon, 1902) — Квинсленд
- Badumna insignis (L. Koch, 1872)  — Австралия, интродуцированы в Японию и Новую Зеландию
- Badumna longinqua (L. Koch, 1867) — Восточная Австралия, интродуцированы в Японию, Новую Зеландию, США, Мексику, Уругвай, Германию, ЮАР
- Badumna maculata (Rainbow, 1916) — Квинсленд
- Badumna microps (Simon, 1908) — Западная Австралия
- Badumna pilosa (Hogg, 1900) — Виктория
- Badumna scalaris (L. Koch, 1872) — Квинсленд, Центральная Австралия
- Badumna senilella (Strand, 1907) — Австралия
- Badumna socialis (Rainbow, 1905) — Новый Южный Уэльс
- Badumna tangae Zhu, Zhang et Yang, 2006[2] — Китай